# Dicranomyia (Idioglochina) parvimacula
Dicranomyia (Idioglochina) parvimacula is een tweevleugelige uit de familie steltmuggen (Limoniidae). De soort komt voor in het Australaziatisch gebied.